# Bahnstrecke Haan-Gruiten–Köln-Deutz
| Übersichtskarte zur Teilstrecke 2730 Haan-Gruiten–Köln-Neurather Ring | |                                                         |                                                      |
| Streckennummer (DB): | 2731 (Linden–Haan-Gruiten) 2730 (Haan-Gruiten–Köln Neurather Ring) 2652/9 (Köln Neurather Ring–Köln-Mülheim) 2660 (Köln-Mülheim–Köln-Deutz) |                                                         |                                                      |
| Kursbuchstrecke (DB): | 455 |                                                         |                                                      |
| Kursbuchstrecke: | 228 (1946) 227 (Opladen – Köln-Deutz 1946) 240d (Köln-Mülheim – Köln-Deutz (tief) 1946)                                                     |                                                         |                                                      |
| Streckenlänge: | 35 km |                                                         |                                                      |
| Spurweite: | 1435 mm (Normalspur) |                                                         |                                                      |
| Streckenklasse: | D4 |                                                         |                                                      |
| Stromsystem: | 15 kV 16,7 Hz ~ |                                                         |                                                      |
| Streckengeschwindigkeit: | 160 km/h |                                                         |                                                      |
| Zweigleisigkeit: | (durchgehend) |                                                         |                                                      |
| | |                                                         |                                                      |
| \| \| \| Hauptstrecke von Hagen \| \| \| \| \| Wuppertal Hbf (Bft) \| 170 m \| \| \| \| (weitere Halte der S-Bahn) \| \| \| \| \| Wuppertal-Vohwinkel \| 173 m \| \| \| 106,1 \| Linden (Abzw) \| Linden (Abzw) \| \| \| 105,6 \| Haan-Obgruiten (Bft) \| Haan-Obgruiten (Bft) \| \| \| 104,20,0 \| Haan-Gruiten \| 160 m \| \| \| \| Hauptstrecke nach Düsseldorf \| \| \| \| 3,5 \| Haan \| 137 m \| \| \| \| S-Bahnstrecke von Hilden \| \| \| \| \| \| \| \| \| 6,6 \| Solingen Hbf (ehem. Solingen-Ohligs, davor Ohligs-Wald) \| 120 m \| \| \| \| \| \| \| \| \| Strecke nach Remscheid \| \| \| \| 9,5 \| Solingen-Landwehr (Reaktivierung angedacht) \| Solingen-Landwehr (Reaktivierung angedacht) \| \| \| 12,7 \| Leichlingen \| 85 m \| \| \| \| Güterstrecke von Hilden \| \| \| \| \| ehem. Strecke von Wuppertal-Oberbarmen \| \| \| \| 17,3 \| Opladen \| 62 m \| \| \| \| ehem. Ausbesserungswerk Opladen \| \| \| \| \| Werkstätte (Abzw) \| \| \| \| \| Güterstrecke nach Köln-Mülheim \| \| \| \| \| \| \| \| \| 21,2 \| Leverkusen-Manfort (ehem. Leverkusen-Schlebusch) \| 53 m \| \| \| \| \| \| \| \| 26,646,7 6,9 \| Köln Neurather Ring (Strw) \| Köln Neurather Ring (Strw) \| \| \| \| (ehem. Trasse bis 1909) \| \| \| \| \| Hauptstrecke von Düsseldorf \| \| \| \| 45,7 5,8 \| Köln-Mülheim Berliner Straße (Abzw) \| Köln-Mülheim Berliner Straße (Abzw) \| \| \| \| zur Güterstrecke nach Köln-Mülheim \| \| \| \| \| Strecke von Bergisch Gladbach \| \| \| \| 29,1 \| Mülheim (Rhein) BME/CME \| Mülheim (Rhein) BME/CME \| \| \| 43,6 3,80 \| Köln-Mülheim (ehem. Mülheim RhE) \| 53 m \| \| \| \| Hauptstrecke nach Köln-Deutz \| \| \| \| 1,3 \| Stahlwerk (Abzw) \| Stahlwerk (Abzw) \| \| \| 3,0 \| Köln-Deutz Nord \| Köln-Deutz Nord \| \| \| \| (ehem. Trasse bis 1913) \| \| \| \| 3,5 \| Deutz BME \| Deutz BME \| \| \| \| Hauptstrecke Köln–Köln-Mülheim \| \| \| \| 3,8 \| Köln Messe/Deutz (Turmbahnhof, tief) \| 52 m \| \| \| \| \| \| \| \| \| SFS nach Frankfurt, Siegstrecke, Rechte Rheinstrecke \| \| \| \| \| \| \| \| \| 4,3 \| Deutz Schiffbrücke \| Deutz Schiffbrücke \| \| \| \| von Kalk[1] \| \| \| \| \| \| \| \| Quellen: [2][3] \| \| \| \| | |                                                         |                                                      |
| | | Hauptstrecke von Hagen                                  |                                                      |
| Bahnhof · S-Bahnhof | | Wuppertal Hbf (Bft)                                     | 170 m                                                |
| Strecke | | (weitere Halte der S-Bahn)                              | (weitere Halte der S-Bahn)                           |
| Bahnhof · S-Bahnhof | | Wuppertal-Vohwinkel                                     | 173 m                                                |
| Abzweig geradeaus und nach links · Kreuzung geradeaus unten · Strecke von rechts | 106,1 | Linden (Abzw)                                           | Linden (Abzw)                                        |
| Strecke · Abzweig geradeaus und nach links · Abzweig geradeaus und von rechts | 105,6 | Haan-Obgruiten (Bft)                                    | Haan-Obgruiten (Bft)                                 |
| Strecke · S-Bahnhof · Bahnhof | 104,20,0 | Haan-Gruiten                                            | 160 m                                                |
| Strecke nach rechts · Strecke nach rechts · Strecke nach halbrechts | | Hauptstrecke nach Düsseldorf                            | Hauptstrecke nach Düsseldorf                         |
| Haltepunkt / Haltestelle | 3,5 | Haan                                                    | 137 m                                                |
| Abzweig geradeaus und von rechts | | S-Bahnstrecke von Hilden                                | S-Bahnstrecke von Hilden                             |
| | |                                                         |                                                      |
| Bahnhof mit S-Bahn-Halt | 6,6 | Solingen Hbf (ehem. Solingen-Ohligs, davor Ohligs-Wald) | 120 m                                                |
| | |                                                         |                                                      |
| Abzweig geradeaus, nach links und ehemals von links | | Strecke nach Remscheid                                  | Strecke nach Remscheid                               |
| ehemaliger Haltepunkt / Haltestelle | 9,5 | Solingen-Landwehr (Reaktivierung angedacht)             | Solingen-Landwehr (Reaktivierung angedacht)          |
| Bahnhof | 12,7 | Leichlingen                                             | 85 m                                                 |
| Strecke von rechts · Strecke | | Güterstrecke von Hilden                                 | Güterstrecke von Hilden                              |
| Strecke · Abzweig geradeaus und ehemals von links | | ehem. Strecke von Wuppertal-Oberbarmen                  | ehem. Strecke von Wuppertal-Oberbarmen               |
| Dienststation / Betriebs- oder Güterbahnhof · Bahnhof | 17,3 | Opladen                                                 | 62 m                                                 |
| Strecke · Abzweig geradeaus und ehemals nach links · Abzweig von links und ehemals von rechts | | ehem. Ausbesserungswerk Opladen                         | ehem. Ausbesserungswerk Opladen                      |
| Strecke nach links · Kreuzung geradeaus unten · Abzweig geradeaus und von rechts | | Werkstätte (Abzw)                                       | Werkstätte (Abzw)                                    |
| Strecke · Strecke nach links | | Güterstrecke nach Köln-Mülheim                          | Güterstrecke nach Köln-Mülheim                       |
| | |                                                         |                                                      |
| Bahnhof | 21,2 | Leverkusen-Manfort (ehem. Leverkusen-Schlebusch)        | 53 m                                                 |
| | |                                                         |                                                      |
| Kilometer-Wechsel | 26,646,7 6,9 | Köln Neurather Ring (Strw)                              | Köln Neurather Ring (Strw)                           |
| Abzweig ehemals geradeaus und nach links · Strecke von rechts | | (ehem. Trasse bis 1909)                                 | (ehem. Trasse bis 1909)                              |
| Kreuzung (Strecke geradeaus außer Betrieb) · Abzweig geradeaus und von rechts | | Hauptstrecke von Düsseldorf                             | Hauptstrecke von Düsseldorf                          |
| Strecke (außer Betrieb) · Blockstelle | 45,7 5,8 | Köln-Mülheim Berliner Straße (Abzw)                     | Köln-Mülheim Berliner Straße (Abzw)                  |
| Strecke (außer Betrieb) · Abzweig geradeaus und nach links | | zur Güterstrecke nach Köln-Mülheim                      | zur Güterstrecke nach Köln-Mülheim                   |
| Strecke (außer Betrieb) · Abzweig geradeaus und von links | | Strecke von Bergisch Gladbach                           | Strecke von Bergisch Gladbach                        |
| Bahnhof (Strecke außer Betrieb) · Strecke | 29,1 | Mülheim (Rhein) BME/CME                                 | Mülheim (Rhein) BME/CME                              |
| Strecke (außer Betrieb) · Bahnhof mit S-Bahn-Halt | 43,6 3,80 | Köln-Mülheim (ehem. Mülheim RhE)                        | 53 m                                                 |
| Abzweig ehemals geradeaus, ehemals nach links und von links · Abzweig ehemals quer, nach links und nach rechts | | Hauptstrecke nach Köln-Deutz                            | Hauptstrecke nach Köln-Deutz                         |
| Abzweig geradeaus und ehemals nach rechts | 1,3 | Stahlwerk (Abzw)                                        | Stahlwerk (Abzw)                                     |
| ehemaliger Bahnhof | 3,0 | Köln-Deutz Nord                                         | Köln-Deutz Nord                                      |
| Strecke von links (außer Betrieb) · Abzweig geradeaus und ehemals nach rechts | | (ehem. Trasse bis 1913)                                 | (ehem. Trasse bis 1913)                              |
| Bahnhof (Strecke außer Betrieb) · Strecke | 3,5 | Deutz BME                                               | Deutz BME                                            |
| Kreuzung geradeaus unten (Strecke geradeaus außer Betrieb) · S-Bahn-Turmhaltepunkt geradeaus unten · Abzweig quer und von links | | Hauptstrecke Köln–Köln-Mülheim                          | Hauptstrecke Köln–Köln-Mülheim                       |
| Kreuzung geradeaus unten (Strecke geradeaus außer Betrieb) · Turmbahnhof geradeaus unten · Abzweig nach rechts und von rechts | 3,8 | Köln Messe/Deutz (Turmbahnhof, tief)                    | 52 m                                                 |
| | |                                                         |                                                      |
| Strecke (außer Betrieb) · Strecke nach links · Abzweig quer und nach links | | SFS nach Frankfurt, Siegstrecke, Rechte Rheinstrecke    | SFS nach Frankfurt, Siegstrecke, Rechte Rheinstrecke |
| | |                                                         |                                                      |
| Bahnhof (Strecke außer Betrieb) | 4,3 | Deutz Schiffbrücke                                      | Deutz Schiffbrücke                                   |
| | | von Kalk                                                |                                                      |
| | |                                                         |                                                      |
| Quellen: | |                                                         |                                                      |

Die Bahnstrecke Haan-Gruiten–Köln-Deutz ist eine Hauptbahn in Nordrhein-Westfalen. Sie ist Teil der südlichen Hauptachse des Schienenpersonenfern- und -nahverkehrs zwischen Wuppertal und Köln, u. a. befahren von Intercity-Express, Intercity, Regional-Express und Regionalbahn.
Die Strecke ist als Hauptstrecke klassifiziert und durchgehend mit Oberleitung versehen. Das letzte bislang eingleisige Teilstück zwischen Bahnhof Köln-Mülheim und Bahnhof Köln Messe/Deutz (tief) sowie zwischen Bahnhof Köln Messe Deutz (tief) und Einfädelung zur Siegstrecke wurde, wie der Rest der Strecke, bis 2007 bzw. 2009 zweigleisig ausgebaut.

## Geschichte

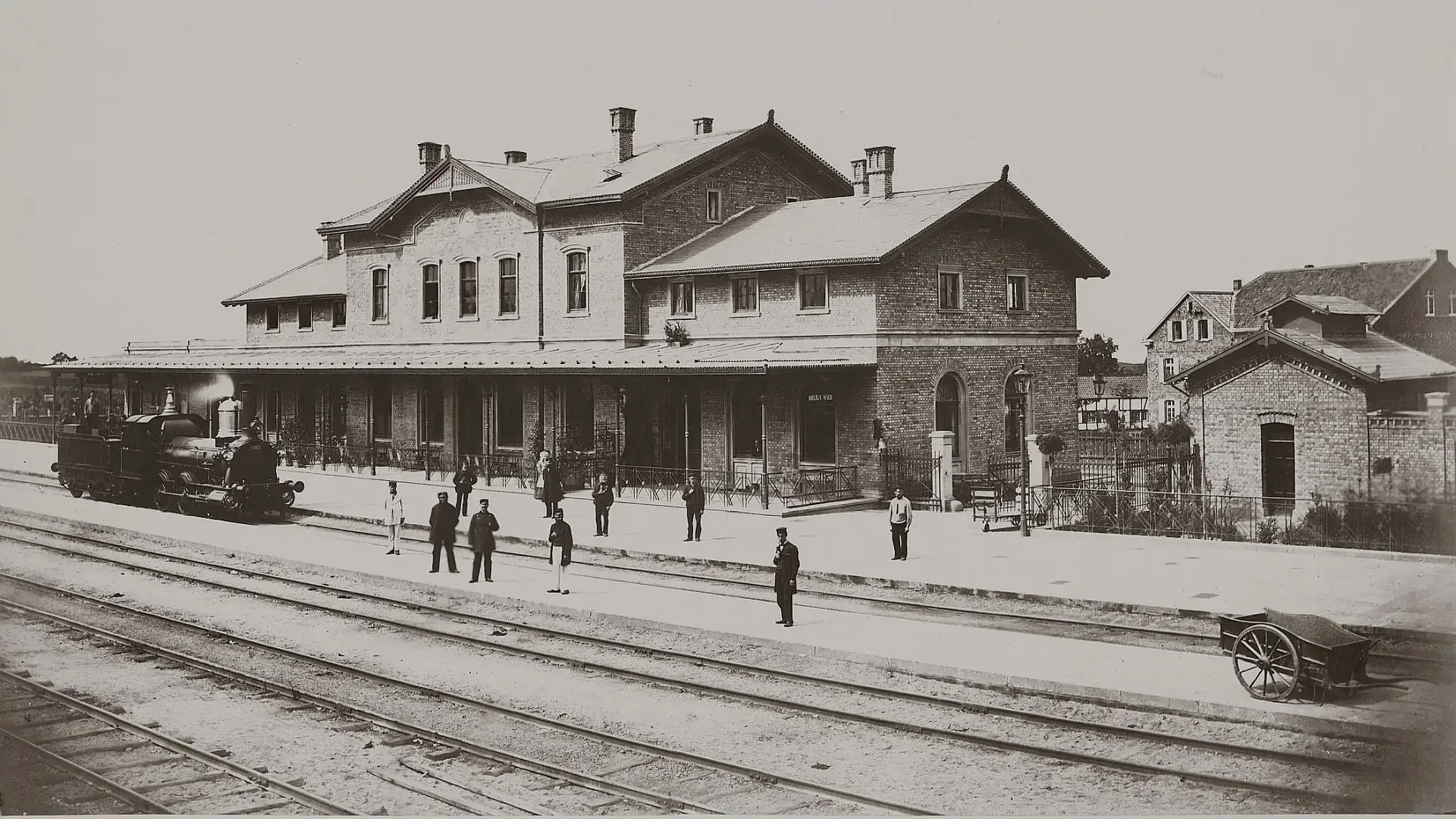
Bahnhof (Solingen-) Ohligs Wald um 1887

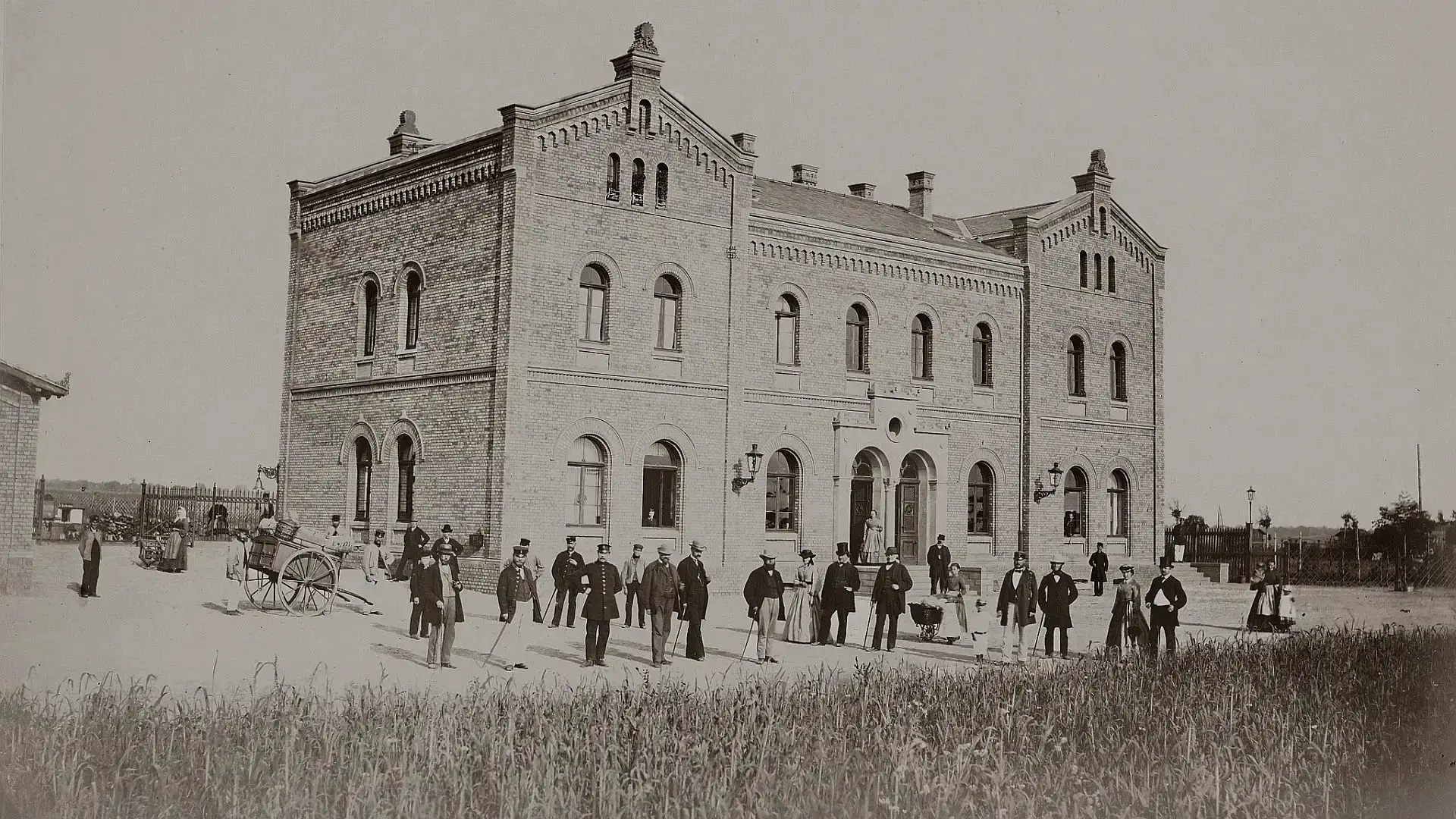
Bahnhof Opladen um 1887

Die Strecke wurde von der Bergisch-Märkischen Eisenbahn (BME) nach der Übernahme der Düsseldorf-Elberfelder Eisenbahn-Gesellschaft als Abzweig von deren Bahnstrecke Düsseldorf–Elberfeld gebaut. Sie sollte als Verbindung ihres Stammnetzes im südlichen und zentralen Ruhrgebiet an den Eisenbahnknoten Köln dienen, an dem bereits die Rheinische Eisenbahn-Gesellschaft (RhE) und die Köln-Mindener Eisenbahn-Gesellschaft (CME) präsent waren.
Die BME begann den Bau ihrer neuen Strecken im Bahnhof Haan-Gruiten, heute fädelt die Strecke bereits knapp zwei Kilometer vorher an der Abzweigstelle Linden aus der Strecke von Wuppertal aus. Der erste Streckenabschnitt geradewegs nach Süden über Ohligs-Wald (später Ohligs und Solingen-Ohligs, heute Solingen Hauptbahnhof) nach Opladen wurde am 25. September 1867 eröffnet.
Seit dem 8. April 1868 war die Strecke bis Bahnhof Mülheim (Rhein) BME in Betrieb, der in unmittelbarer Nähe östlich zum bereits bestehenden Bahnhof Mülheim (Rhein) CME am Wiener Platz errichtet wurde. Die Strecke führte dabei ehemals geradewegs durch die Innenstadt von Mülheim, fast identisch mit dem heutigen Verlauf der Linie 4 der Stadtbahn Köln (siehe auch Eisenbahn in Köln-Mülheim).

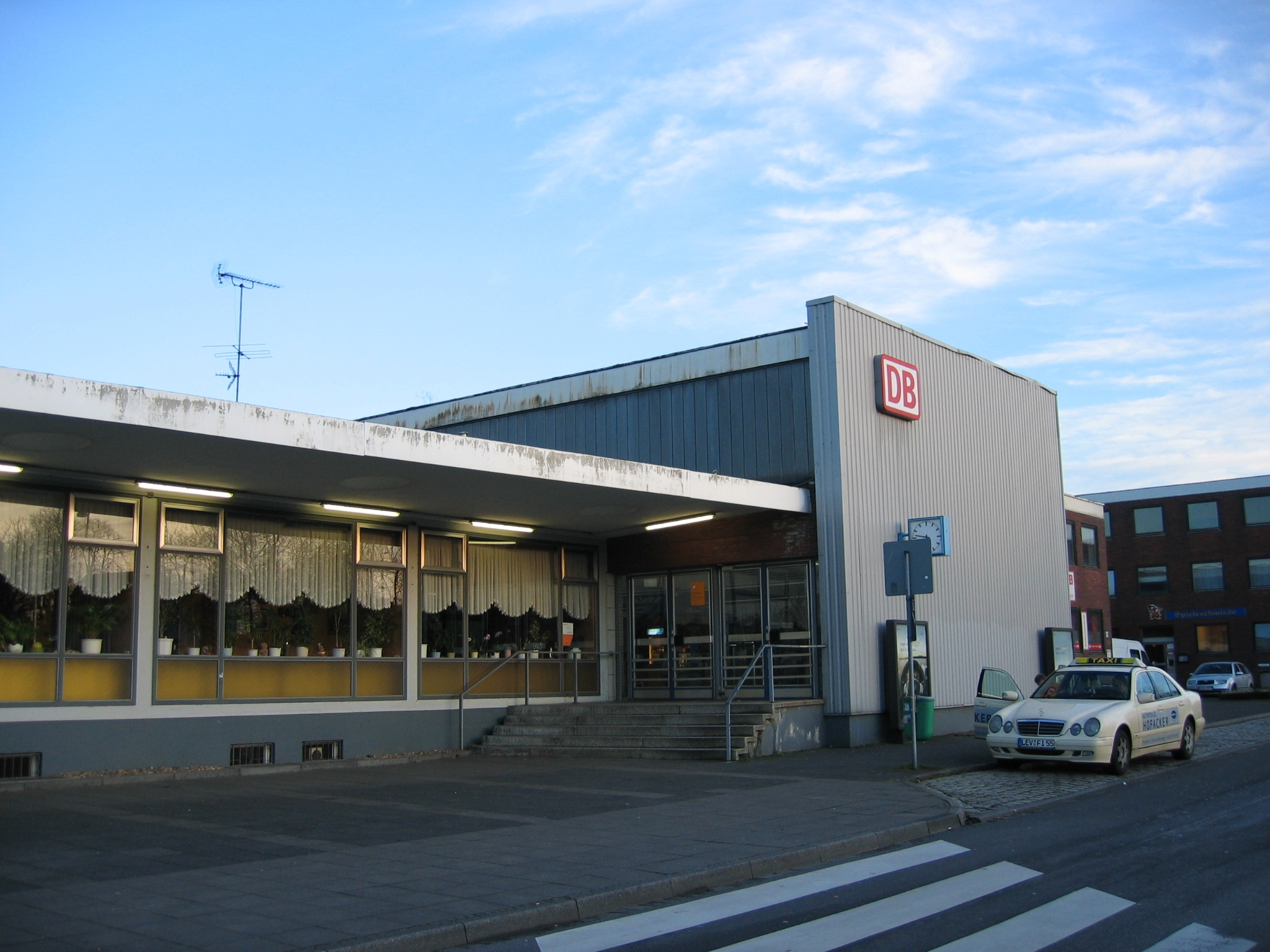
Das 1969 eröffnete und 2015 abgerissene Bahnhofsgebäude in Opladen

Nach der Querung der Köln-Mindener Trasse baute die BME ihre Strecke in unmittelbarer Rheinnähe weiter und eröffnete am 1. Februar 1872 den Personenverkehr bis Bahnhof Deutz BME, ein vorläufiger Kopfbahnhof nördlich von Bahnhof Deutz CME. Um 1878 wurde die Strecke sogar über die Strecke der Cöln-Mindener Eisenbahn und deren Rheinbrücke an den Kölner Hauptbahnhof angebunden. Dies wurde jedoch nach kurzer Zeit wegen hoher Gebühren eingestellt. Im März 1881 wurde die bislang außerhalb von Deutz endende Strecke um 800 Meter bis zum Bahnhof Schiffbrücke an der Deutz-Kölner Schiffsbrücke verlängert und am 20. September 1882 eröffnet.
1909 wurde die Strecke wegen Hochwassergefahr hoch- bzw. Platzmangel in der Mülheimer Innenstadt verlegt und parallel zur Rheinischen Strecke durch den neuen Bahnhof Mülheim/Rhein(-Buchheim) (ehemals Mülheim (Rhein) RhE, heute Köln-Mülheim) geführt.

Am 8. August 1949 ereignete sich in Manfort ein schwerer Unfall an einem Bahnübergang: Ein Lastzug, der Ferienkinder beförderte, versuchte den Bahnübergang noch zu queren, obwohl die Schranken sich bereits schlossen. Sie waren zudem auch zu spät geschlossen worden. Der D 99 erfasste den Lastzug. 18 Menschen starben, 12 wurden darüber hinaus verletzt.

## Heutige Situation
Die beiden Deutzer Bahnhöfe bilden heute zusammen einen Turmbahnhof, den Bahnhof Köln Messe/Deutz. Auch wenn sie für den Fahrgast wie ein Bahnhof wirken, sind sie noch immer getrennte Betriebsstellen.
Aus dem Bergisch-Märkischen Bahnhof wurde dabei der Bahnhof Köln Messe/Deutz (tief) (Abkürzung im Betriebsstellenverzeichnis KKDT), aus dem Köln-Mindener Bahnhof der Bahnhof Köln Messe/Deutz (KKDZ).
Der 1989 im Zuge der Errichtung der separaten Bahntrasse errichtete S-Bahnsteig ist ebenfalls eine eigenständige Betriebsstelle namens Köln Messe/Deutz Haltepunkt (KKDZB) und gleichzeitig Bahnhofsteil von Köln Hauptbahnhof.
Anfang 2004 war geplant, mit dem zweigleisigen Ausbau des 4 km langen Streckenabschnitts zwischen Köln-Mülheim und Messe/Deutz im Jahr 2004 zu beginnen. Die Fertigstellung sollte Ende 2006 erfolgen. Dazu sollten drei Brücken erweitert und vier Überführungen neu angelegt werden.
Ende 2009 wurde auf dem letzten, 1 km langen Abschnitt zwischen Köln-Deutz und dem Abzweig Gummersbacher Straße das zweite Gleis in Betrieb genommen. Die Schleife zwischen dem Abzweig und Köln-Mülheim ist insgesamt 5 km lang und wird unter der DB-Netz-Streckennummer 2660 geführt.
Im Bahnhof Opladen wurde die Bahnstrecke Mülheim-Speldorf–Troisdorf um etwa 50–100 Meter nach Osten direkt neben die Strecke Haan-Gruiten – Köln-Deutz verschwenkt. Die zuvor zwischen den beiden Strecken eingeschlossene Fläche steht dadurch zur städtebaulichen Nutzung im Rahmen des Projekts Neue Bahnstadt Opladen zur Verfügung. Das 1969 gebaute Bahnhofsgebäude in Opladen wurde dafür im Sommer 2015 abgerissen. Die neuen Streckenführungen wurden im Dezember 2016 in Betrieb genommen.
Im Dezember 2023 kündigte die Deutsche Bahn an, die Strecke für eine Generalsanierung vom 6. Februar 2026 bis 10. Juli 2026 zu sperren.

## Zugangebot

### Schienenpersonennahverkehr
Seit der Einführung des Integralen Taktfahrplans (NRW-Takt) im Jahre 1998 wird die Strecke von der Abzweigstelle Linden bis Köln-Mülheim von Regional-Express und Regionalbahn befahren, ab dort folgen sie bis Köln Messe/Deutz (hoch) der Köln-Mindener Strecke.
Auf seinem Weg von Krefeld Hauptbahnhof nach Rheine über Köln Hauptbahnhof und den Bahnhof Hamm (Westf) bedient der Regional-Express Rhein-Münsterland-Express (RE 7) an der Strecke stündlich die Bahnhöfe Köln Messe/Deutz, Opladen und Solingen Hauptbahnhof.
Die Züge der Regionalbahn Rhein-Wupper-Bahn (RB 48) halten an allen Bahnhöfen und Haltepunkten der Strecke und verkehren täglich von 5 bis 20 Uhr im Stundentakt zwischen Bahnhof Wuppertal-Oberbarmen und Bonn-Mehlem. Zusätzlich gibt es ebenfalls stündlich Fahrten von Wuppertal Oberbarmen bis Köln Hauptbahnhof, in der Hauptverkehrszeit bis Bonn Hbf, so dass auf diesem Streckenabschnitt angenähert ein 30-Minuten-Takt entsteht.
Nach 20 Uhr wird sowohl zwischen Wuppertal und Köln als auch zwischen Köln und Bonn jeweils ein Stundentakt angeboten. Diese Fahrten sind jedoch nicht miteinander verknüpft und enden jeweils in Köln Hbf.

### Schienenpersonenfernverkehr
Die Strecke wird taktmäßig stündlich bzw. zweistündlich von Intercity-Express und Intercity verschiedener Linien von Hamm bzw. Dortmund über Hagen und Wuppertal nach Köln, meist weiter Richtung Koblenz oder Frankfurt über die Schnellfahrstrecke genutzt. Um die Zufahrt zur Schnellstrecke zu erleichtern, wurde der bislang nur eingleisige Streckenabschnitt zwischen Köln-Mülheim und Köln Messe/Deutz(tief) zweigleisig ausgebaut.
Es kommt dabei fahrplanmäßig mehrmals täglich zu der Situation, dass die beiden Teilzüge der Intercity-Express-Linie 10 aus Berlin nach ihrer Flügelung im Bahnhof Hamm über verschiedene Strecken bis Köln-Mülheim fahren, der eine Zug über Duisburg und Düsseldorf (Köln-Mindener Strecke), der andere in einer 19 Minuten kürzeren Fahrzeit über Hagen und Wuppertal. Auf dem letzten Teilstück ab Köln-Mülheim wird getauscht: der Teilzug über Duisburg nutzt die Bergisch-Märkische Strecke zum Tiefbahnhof Köln Messe/Deutz, der Zug über Wuppertal die Köln-Mindener Strecke zum Hochbahnhof. Vom Tiefbahnhof geht es weiter zum Bahnhof Köln/Bonn Flughafen, vom Hochbahnhof nach Köln Hauptbahnhof, einzelne Züge laufen bis Bonn Hauptbahnhof.

## Tarif
Für Fahrten zwischen Haan-Gruiten und Solingen Hauptbahnhof gilt der Tarif des Verkehrsverbundes Rhein-Ruhr (VRR), für Fahrten zwischen Solingen und Köln der Verbundtarif des Verkehrsverbundes Rhein-Sieg (VRS). Außerdem gibt es Übergangstarife zwischen beiden Verbundräumen, und der landesweite NRW-Tarif findet Anwendung.